# Liam de Young
Liam de Young, född den 10 december 1981 i Brisbane, Australien, är en australisk landhockeyspelare.
Han tog OS-guld i herrarnas landhockeyturnering i samband med de olympiska landhockeytävlingarna 2004 i Aten.
Han tog därefter OS-brons i landhockey i samband med de olympiska landhockeytävlingarna 2008 i Peking.
Han tog OS-brons igen i samma gren i samband med de olympiska landhockeytävlingarna 2012 i London.